# Imrich Lyócsa
Imrich Lyócsa (21 de julio de 1963) es un deportista eslovaco que compitió en tiro con arco adaptado. Ganó dos medallas en los Juegos Paralímpicos de Verano, bronce en Sídney 2000 y oro en Atenas 2004.

## Palmarés internacional
| Juegos Paralímpicos | Juegos Paralímpicos | Juegos Paralímpicos | Juegos Paralímpicos |
| Año                 | Lugar               | Medalla             | Prueba              |
| ------------------- | ------------------- | ------------------- | ------------------- |
| 2000                | Sídney (Australia)  | Medalla de bronce   | Individual de pie   |
| 2004                | Atenas (Grecia)     | Medalla de oro      | Individual de pie   |